# Moldavski jezik
Moldavski jezik je naziv za moldavski standard rumunjskoga jezika. Isprva je proglašen službenim u Republici Moldaviji 1994. godine, ali je kasnije službenim jezikom te države proglašen rumunjski. Moldavski se vrlo malo razlikuje od rumunjskog, uglavnom po izgovornim značajkama i pravopisnim pravilima rumunjskog jezika do 1993.
U Pridnjestrovlju, secesionističkoj i nepriznatoj pokrajini na istoku Republike Moldavije, moldavskim se jezikom naziva isti jezik kao i u ostatku zemlje, s razlikom da se ovdje piše sovjetsko-moldavskom inačicom ćirilice, dok se u ostatku Moldavije koristi latinično pismo isto onom u standardnom rumunjskom jeziku. Pridnjestrovlje do danas zadržava moldavski kao službeni jezik.